# Mostki (przystanek kolejowy na Ukrainie)
Mostki (ukr. Містки, ros. Мостки) – przystanek kolejowy w pobliżu miejscowości Mostki, w rejonie lwowskim, w obwodzie lwowskim, na Ukrainie.
Przystanek istniał przed II wojną światową.